# Ryszard Ablewski
Ryszard Ablewski (ur. 27 lutego 1987 w Żninie) – polski wioślarz. Wioślarz LOTTO-Bydgostia Bydgoszcz. Wicemistrz Europy (2017) w ósemce ze sternikiem.

## Osiągnięcia
- Mistrzostwa Świata U-23 – Račice 2009 – ósemka – 1  miejsce[1].
- Mistrzostwa Europy – Brześć 2009 – czwórka bez sternika – 9. miejsce[1].
- Mistrzostwa Europy – Montemor-o-Velho 2010 – czwórka bez sternika – 9. miejsce[1].
- Mistrzostwa Europy – Racice 2017 – ósemka – 2. miejsce.
- Mistrzostwa Świata – Sarasota 2017 – ósemka – 10. miejsce.